# Batalha de Filomélio
A Batalha de Filomélio (em latim: Philomelium; atual Akşehir) de 1117 consistiu na verdade de uma série de embates por vários dias entre as forças expedicionárias do Império Bizantino — lideradas pelo imperador Aleixo I Comneno — e as forças do Sultanato de Rum sob Maleque Xá no decorrer das guerras bizantino-seljúcidas.

## Contexto
Após o sucesso da Primeira Cruzada, as forças bizantinas, lideradas por João Ducas, o mega-duque, reconquistaram a costa do Egeu e a maior parte do interior da Anatólia Ocidental. Porém, após o fracasso da Cruzada de 1101, os turcos seljúcidas e os danismêndidas retomaram as operações ofensivas contra os bizantinos. Após um período de derrotas, eles retomaram o controle da Anatólia Central e reconsolidar o estado seljúcida à volta da cidade de Icônio (Cônia), onde o Sultanato de Rum foi restabelecido pelo sultão Maleque Xá. O imperador Aleixo I, já idoso e padecendo da enfermidade que o mataria, não conseguiu evitar os raides turcos no recém-conquistadas território bizantino na Anatólia, apesar de ele ter conseguido evitar que Niceia caísse em 1113. Em 1116, Aleixo conseguiu finalmente voltar pessoalmente ao combate e liderou uma campanha defensiva na Anatólia Ocidental. Baseando seu exército em Lopádio e, posteriormente, na Nicomédia, ele conseguiu derrotar os turcos numa batalha menor em Pemaneno. Após receber reforços, Aleixo decidiu partir para a ofensiva.

## Avanço bizantino em direção de Filomélio
Na campanha em Filomélio, Aleixo I liderou um considerável exército bizantino para o interior da Anatólia. Ana Comnena, a principal fonte para a campanha, implica que a capital seljúcida de Icônio era o objetivo da expedição, mas, evidentemente, Aleixo abandonou a ideia e se contentou com uma visível demonstração de força e aproveitou para evacuar a população cristã das áreas dominadas pelos turcos conforme marchava com o exército. Os bizantinos empregaram nesta campanha uma nova formação de batalha, criada por Aleixo: a parataxis. A descrição de Ana Comnena é tão imprecisa que chega a ser inútil na tentativa de recriá-la. Porém, a partir de seu relato sobre as ações do exército, é óbvio que a parataxis era uma formação defensiva, um quadrado oco com a caravana de bagagens ao centro, a infantaria nas bordas e a cavalaria entre as duas, de onde ela podia realizar ataques rápidos. Uma formação ideal para enfrentar as fluidas táticas de batalha dos turcos, que se apoiavam em hordas de arqueiros montados. Uma formação similar foi empregada posteriormente por Ricardo I da Inglaterra na Batalha de Arçufe.
Os bizantinos atravessaram Santabaris e enviaram destacamentos por rotas diferentes (Políboto e Kedros) e, depois de vencer a resistência turca, tomaram Filomélio de assalto. Grupos de sentinelas foram enviados para agrupar a população cristã local para que fossem evacuadas para áreas sobre firme controle bizantino.

## Batalha
Aleixo soube que um grande exército seljúcida se aproximava pelo norte e começou a sua retirada de volta para o território bizantino. Seu exército retomou a formação defensiva, com os civis ao centro acompanhando a bagagem. Os turcos, liderados por um tal Manalugh, inicialmente ficaram estupefatos com a formação bizantina e a atacaram apenas levemente. Porém, no dia seguinte, o sultão Maleque Xá chegou e ordenou um ataque total, com suas tropas atacando simultaneamente a vanguarda e a retaguarda bizantinas. Enquanto isso, a cavalaria bizantina realizou dois contra-ataques e o primeiro deles parece ter fracassado, com o filho de Aleixo, Andrônico, sendo morto. O seguinte teve mais sorte e foi liderado por Nicéforo Briênio, o Jovem (marido de Ana Comnena e genro de Aleixo), o líder da ala direita bizantina, que finalmente rompeu a linha turca justamente no ponto onde o sultão liderava em pessoa. Maleque quase não escapou e suas tropas debandaram em fuga. Os seljúcidas posteriormente realizaram ainda um ataque noturno, mas a disposição tática das tropas bizantinas frustraram o ataque. No dia seguinte, Maleque atacou novamente e ordenou que suas tropas cercassem os bizantinos completamente, mas novamente foi repelido e nada conseguiu. No dia seguinte, o sultão enviou emissários para negociar a paz.

## Consequências
Aleixo e Maleque se encontraram em pessoa e o imperador bizantino, cortês, colocou sua cara capa nos ombros do sultão. Uma paz que envolvia o juramento do sultão em cessar os raides turcos e uma admissão por ele de uma certa medida de dependência - teórica - em relação ao imperador bizantino foi firmada. Ana Comnena relata que este tratado de paz ainda teria obrigado que Maleque Xá retirasse suas tropas da Anatólia, mas esta afirmação é muito improvável e certamente é uma hipérbole da parte dela. A campanha foi excepcional pelo alto grau de disciplina demonstrada pelo exército bizantino. Para seus súditos, Aleixo provou que poderia marchar com seu exército impunemente por território seljúcida. Por outro lado, o revés sofrido por Maleque Xá em Filomélio e a consequente perda de prestígio provavelmente contribuíram para a derrocada do sultão, pois ele foi deposto, cegado e morto por seu irmão Maçude I logo em seguida.
A morte de Aleixo em 1118 deixou para seu filho de 31 anos de idade, João II Comneno, a tarefa de reconquistar toda a Anatólia.